# Simeon Reli
Simeon Reli (n. 25 iulie 1882, Pătrăuții de Sus, azi în raionul Storojineț, regiunea Cernăuți, Ucraina – d. 10 octombrie 1945, Suceava) a fost un profesor de teologie și istoric bisericesc din Bucovina.

## Biografie
Născut în satul Pătrăuții de Sus, aflat astăzi în regiunea Cernăuți a Ucrainei, Simeon Reli a urmat studii la Liceul din Cernăuți (1896-1904), Facultatea de Teologie din Cernăuți (1904-1908). El a devenit licențiat în Litere și Filosofie la Universitatea din Cernăuți, apoi a obținut doctoratul în teologie în anul 1928.
A fost preot la Mihuceni, Dimca, Chicera, Adâncata (districtul Siret), Comanești. A fost profesor la  Școala Normală  din Cernăuți (1920-1921), profesor la Liceul "D. Cantemir"  din Coțmani, profesor la Liceul de fete nr.2 Cernăuți (1923-1924) și la Liceul "Aron Pumnul" din Cernăuți.
Simeon Reli a fost profesor de istorie bisericească la Facultatea de Teologie din Cernăuți (1929-1943), îndeplinind în perioada 1934-1935 și funcția de decan al acestei instituții. A urmat studii de specializare în istorie și cercetări de arhivă la Viena (1928-1929).
Recunoscut specialist în istoria Bucovinei, mai ales în istoria bisericească a acestei provincii, profesorul Reli a fost desemnat pentru a îndeplini mai multe demnități legate de protejarea patrimoniului istoric: membru în Comisia Monumentelor Istorice – secția pentru Bucovina, secretar apoi director delegat al Arhivelor Statului din Cernăuți, organizatorul Muzeului istoric bisericesc și etnografic al Mitropoliei din Cernăuți.
A murit în refugiu la Suceava în anul 1945, fiind înmormântat în Cimitirul Pacea din oraș.
Prin Hotărârea nr. 97/2000 a Consiliului Local Siret, prof. Simeon Reli a primit post-mortem titlul de cetățean de onoare al orașului Siret, ca urmare a faptului că a scris prima monografie a acestei localități. În prezent, o stradă din Siret îi poartă numele.

## Lucrări

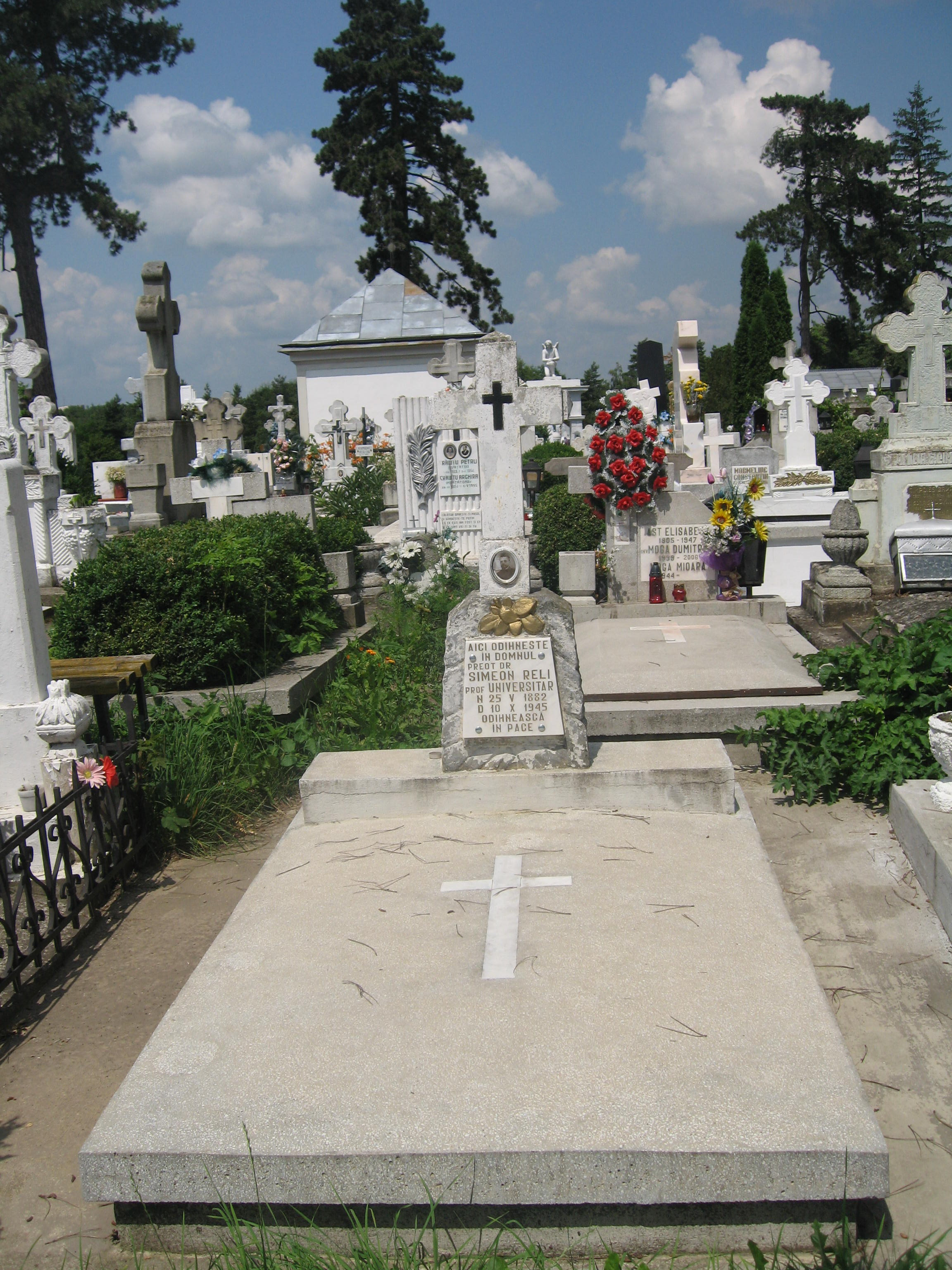
Mormântul prof. dr. Simeon Reli în Cimitirul Pacea din Suceava

Profesorul Simeon Reli a publicat valoroase studii de istorie bisericească (îndeosebi privind Bucovina), de pedagogie, lucrări literare. Lucrările sale tratează în mod special istoria bisericească a Bucovinei, el studiind documente inedite aflate în arhivele din Viena și Cernăuți. De asemenea, a scris și articole de culturalizare și recenzii în revistele "Candela", "Junimea Literară", "Revista de Pedagogie", "Glasul Bucovinei" și "Bucovina", toate din Cernăuți.

### Cărți
- Amintiri dintr-un castel la Nistru. Icoane istorice din trecutul românesc al satelor Bucovinei dintre Nistru și Prut (Ed. Cartea Românească, București, 1923)
- Orașul Siret în vremuri de demult. Din trecutul unei vechi capitale a Moldovei (Cernăuți, 1927)
- Propaganda catolică austriacă împotriva Bisericii Ortodoxe române din Bucovina (Cernăuți, 1928)
- Icoane din trecutul național-bisericesc al Bucovinei, 1840-1880 (Cernăuți, 1932)
- Călăuza monumentelor religioase-istorice din Eparhia Bucovinei (Cernăuți, 1937)
- Biserica Ortodoxă Română din Maramureș în vremile trecute (Cernăuți, 1938)
- Istoria vieții bisericești a românilor, vol. I (Cernăuți, 1942)

### Articole
- Din suferințele Bisericii noastre ortodoxe sub stăpânirea austriacă, în “Candela", XXXV, 1925, nr. 3-7, p. 212-236 (și extras)
- Începuturile catolicismului austriac în Bucovina, în rev. “Codrul Cosminului", IV, 1927 (și extras, 1928, 19 p.)
- Politica religioasă a Habsburgilor față de Biserica Ortodoxă Română în secolul al XIX-lea în lumina unor acte și documente inedite din arhiva Casei și Curții imperiale din Viena, în “Codrul Cosminului", IV, 1927, p. 449-561 (și extras, 1928, 117 p.)
- Bucovineni celebri în ierarhia Moldovei (1777-1850), în ,,Candela", XL, 1929, p. 407-431 (și extras, 1930)
- Ctitoriile religioase românești din Polonia, în “Candela", XLI, 1930, p. 453-464
- Din viața religioasă și bisericească a Sucevei în secolele XVII-XIX, în “Candela", an XLI, 1931, p. 55-88 (și extras, 39 p.)
- Relatiile dintre Biserică și Stat în România vremurilor trecute, în ,,Candela", an. XLIV, 1933, p. 21-43
- Medicina călugărească în trecutul românesc, în “Candela", an.XLV, 1934, p. 16-31
- Originea și evoluția istorică a costumului preoțesc la români, în “Candela", XLVI, 1935, p. 71-116 (și extras, 1936, 48 p.)
- Originea și vechimea creștinismului la români, în ”Candela",an  XLVII, 1936, p. 17-70 (și extras, 1937, 56 p.)
- Cultura religioasă în mănăstirile noastre voievodale, în “Candela", an. LV-LVI, 1944/45, p. 1-24
- Monografiile mănăstirilor Putna, Sucevița, Dragomirna, evocări de mari cărturari ș.a.